# Primo libro dei Maccabei
Il Primo libro dei Maccabei (in greco A' Μακκαβαίων?, 1 makkabáion; in latino Machabaeorum) è un testo contenuto nella Bibbia cristiana (Settanta e Vulgata) e non accolto nella Bibbia ebraica (Tanakh). Come gli altri libri deuterocanonici è considerato ispirato nella tradizione cattolica e ortodossa, mentre la tradizione protestante lo considera apocrifo.
Ci è pervenuto in una versione greca composta in Giudea attorno al 100 a.C., sulla base di un prototesto ebraico perduto. È composto da 16 capitoli e descrive la lotta per l'indipendenza della Giudea dei fratelli Maccabei (Giuda, Gionata, Simone) contro i re seleucidi della Siria, narrando eventi accaduti tra il 332 a.C. e il 134 a.C.

## Autore, data e lingua
È sconosciuto il nome dell'autore del Primo libro di Maccabei. Analizzando il testo sappiamo che si tratta di un giudeo palestinese, fedele e leale alla sua patria e alla sua religione. Era, inoltre un profondo conoscitore delle questioni tecniche attinenti alla teologia.
Il libro fu scritto tra gli anni 140 a.C. e 130 a.C. in lingua ebraica ed è andato perso. Ne conserviamo la versione in lingua greca dei LXX. Il libro è quasi contemporaneo ai fatti che narra: la ribellione dei Maccabei avvenne tra gli anni 175 a.C. e 135 a.C.

### Indicazioni cronologiche
Le indicazioni cronologiche presenti nel Primo Libro dei Maccabei sono le seguenti:
- Antioco IV Epìfane, figlio del re Antioco che era stato ostaggio a Roma, e assunse il regno nell'anno centotrentasette del dominio dei Greci (I, v. 10). Epifane succede al trono nel 175 a.C. fino al 164, data della sua morte. Due anni dopo la morte di Alessandro Magno nel 323 a.C., la Spartizione di Triparadiso porta Seleuco I, diadoco dell'imperatore, ad essere satrapo di Babilonia. Soltanto nel 312a.c. Seleuco I recupera il suo dominio, aggiungendovi la Media e la Susiana.
- "Ritornò quindi Antioco dopo aver sconfitto l'Egitto nell'anno centoquarantatré, si diresse contro Israele e mosse contro Gerusalemme con forze ingenti". La spedizione in Egitto è datata al 168 a.C.
- ""Nell'anno centoquarantacinque, il quindici di Casleu il re innalzò sull'altare un idolo. Anche nelle città vicine di Giuda eressero altari [55]e bruciarono incenso sulle porte delle case e nelle piazze. " (I, v. 54).
- [ Mattatia ] "Morì nell'anno centoquarantasei e fu sepolto nella tomba dei suoi padri in Modin" (II, 70).
- "Il re poi prese l'altra metà dell'esercito e partì da Antiochia, la capitale del suo regno, nell'anno centoquarantasette; passò l'Eufrate e percorse le regioni settentrionali" (III, 37).
- (Giuda e i suoi fratelli) "Posero ancora i pani sulla tavola e stesero le cortine. Così portarono a termine le opere intraprese. Si radunarono il mattino del venticinque del nono mese, cioè il mese di Casleu, nell'anno centoquarantotto" (IV, 51-52).
- "Si organizzarono dunque e posero l'assedio attorno all'Acra nell'anno centocinquanta e Giuda fece costruire terrapieni e macchine." (VI, 20-21).
- "Nell'anno centocinquantatré, nel secondo mese, Alcimo ordinò di demolire il muro del cortile interno del santuario; così demoliva l'opera dei profeti. Si incominciò dunque a demolire" VIII, 54: Gionata Capo dei Giudei e Sommo Sacerdote. (160-143 a.C.)-fortificazione di Bacchide).
- "Nell'anno centosessanta Alessandro Epìfane, figlio di Antioco, s'imbarcò e occupò Tolemàide; vi fu riconosciuto re e cominciò a regnare." (X, 1: Competizione di Alessandro Balas-Giònata nominato sommo sacerdote ).
- "Tolomeo partì dall'Egitto con la figlia Cleopatra e si recò a Tolemàide nell'anno centosessantadue" (X, 57: Matrimonio di Alessandro con Cleopatra-Gionata stratega e governatore).
- "Nell'anno centosessantacinque Demetrio, figlio di Demetrio, venne da Creta nella terra dei suoi padri" (X, 67: Demetrio II. Apollonio governatore di Celesiria, battuto da Gionata)
- "Così Demetrio divenne re nell'anno centosessantasette." (XI, 19: Tolomeo VI sostiene Demetrio II e muore con Alessandro Balas)
- "Nell'anno centosettanta fu tolto il giogo dei pagani da Israele [42]e il popolo cominciò a scrivere negli atti pubblici e nei contratti: «Anno primo di Simone il grande, sommo sacerdote, stratega e capo dei Giudei». " (XIII, 41-42: Favori di Demetrio II a Simone).
- "Nell'anno centosettantadue il re Demetrio radunò le sue milizie e partì per la Media per raccogliere rinforzi e combattere Trifone." (XIV, 1: Elogio di Simone).
- "Nell'anno centosettantaquattro Antioco entrò nella terra dei suoi padri e si schierarono con lui tutte le milizie, così che pochi rimasero con Trifone" (XV, 10: Lettere di Antioco VII e assedio di Dora).
- "Simone era in visita alle città della regione e si interessava delle loro necessità. Venne allora in Gerico insieme con Mattatia e Giuda suoi figli, nell'anno centosettantasette, nell'undicesimo mese, cioè il mese di Sabat. " (XVI, 14: Morte tragica di Simone a Dok. Gli succede il figlio Giovanni).

## Argomento
Il libro parla dell'intento di ellenizzazione forzata dei giudei da parte di Antioco IV Epifane, un re della dinastia dei Seleucidi. I giudei più fedeli non si adattarono a questa sorte di ingerenza sociale e religiosa, si sollevarono e ribellarono, guidati da Mattatia, anziano leader religioso.
I tre figli di Mattatia si chiamavano Giuda, Gionata e Simone. Essi divennero gli autori principali dell'unificazione del popolo ebraico nella resistenza contro gli invasori greci.

## Storicità
L'autore del libro prende in esame un fatto storico reale (la ribellione dei Maccabei) e lo descrive con obiettività e in modo abbastanza imparziale. Questo rende il libro un documento storico apprezzabile, anche se in molti passaggi si osserva l'entusiasmo con cui descrive i personaggi e le nobili cause che sta descrivendo.
Osservano gli studiosi della Bibbia Edizioni Paoline come l'agiografo che scrisse il libro, nonostante "la sua fondamentale onestà nel narrare e la serietà dell'informazione", incorre comunque in vari errori storici in quanto "presenta gli avvenimenti senza nesso cronologico e causale [...] le lettere e i documenti di archivio sono riportati con una certa libertà, le cifre sono spesso maggiorate. I Romani e le loro imprese sono oggetto di una ingenua ammirazione; i campioni dell'indipendenza giudaica sono approvati senza riserva, mentre i re della Siria sono trattati con una severità che spesso è eccessiva".
Anche gli esegeti del "Nuovo Grande Commentario Biblico", pur ritenendo l'autore abbastanza attendibile "nel contesto della sua cultura e secondo i canoni della storiografia allora vigenti", sottolineano che "sono state sollevate riserve sull'attendibilità storica di 1 Mac" e "i problemi storici più delicati insorgono quando si tratta di rapportare tra loro i due libri [1Mac e 2Mac]"; ad esempio, in merito alla cronologia relativa alla morte di Epifane e alla purificazione del tempio gli studiosi dell'interconfessionale Bibbia TOB osservano che "su questo punto è da preferire l'ordine di 2Mac (9: morte Epifane; 10: purificazione tempio), benché anch'esso non sia indenne da confusioni (per es. le lettere del c.11)". I primi due libri dei Maccabei riportano inoltre tre diversi scenari - tra loro inconciliabili e tutti storicamente infondati - riguardo alla morte di re Antioco IV Epifane: per le conseguenze di una caduta da un carro da guerra oppure in seguito ad una profonda crisi depressiva o, infine, assassinato dai sacerdoti della dea Nanea; Antioco IV morì, in realtà, in Tabe di Persia nel 163 a.C., malato di tisi.
Anche l'episodio biblico secondo il quale Giuda Maccabeo viene a sapere della potenza dei Romani e della loro vittoria sulla Lega Achea dei Greci non può essere considerato storico in quanto Giuda Maccabeo morì in battaglia nel 160 a.C. e, quindi, non poté mai sapere della vittoria dei Romani contro la Lega Achea, avvenuta nel 146 a.C., ovvero 14 anni dopo la sua morte.

## Sentimento religioso
Il libro introduce un notevole rispetto per la fede e per la pietà:
- Dio non viene chiamato Yahvè oppure Signore, ma viene chiamato eufemisticamente, come forma di rispetto, cielo;
- molte volte i combattenti ricorrono alla preghiera per aumentare la loro forza e mostrano una fede incrollabile nel fatto che Dio aiuta coloro che versano il loro sangue nella lotta per la causa giudaica;
- Quando alla fine i Maccabei trionfano, l'autore biblico attribuisce questo esito all'appoggio e all'aiuto che Dio ha prestato.

### Riferimenti
1. ↑   La Bibbia: nuovissima versione dai testi originali, Ed. San Paolo, 1995,  p. 649, ISBN 978-88-215-1068-7.
2. ↑  Raymond E. Brown, Joseph A. Fitzmyer, Roland E. Murphy, Nuovo Grande Commentario Biblico, Queriniana, 2002, p. 552, ISBN 88-399-0054-3.
3. ↑   1Mac6,1-17; 2Mac9,1-29; 10,1-8, su laparola.net.
4. ↑   2Mac9,7-28, su laparola.net.
5. ↑   1Mac6,8-16, su laparola.net.
6. ↑   2Mac1,13-16, su laparola.net.
7. ↑   1Mac8,1-10, su laparola.net.
8. ↑  Come ricordato anche in  1Mac9,3-19, su laparola.net.